# レントシーキング
レントシーキング（英: rent seeking）とは、民間企業などが政府や官僚組織へ働きかけを行い、法制度や政治政策の変更を行うことで、自らに都合よく規制を設定したり、または都合よく規制の緩和をさせるなどして、超過利潤（レント）を得るための活動を指す。また、これらの活動を行う人をレントシーカーやロビイストなどと呼ぶ。
これによる支出は生産とは結びつかないため、社会的には資源の浪費とみなされる。
近年の経済学的な研究によれば、レントシーキングは経済成長に悪影響を与える。ロンドン・スクール・オブ・エコノミクス教授のフィリップ・アギオンらの研究によれば、アメリカにおける近年の生産性の低下は、GAFAと呼ばれるような巨大IT企業があまりに大きな力を持つようになったために、ロビー活動とレントシーキング等を通じて、他企業の市場参入を阻害してきたことが原因である。この考察から、アギオンらは政策面での規制と競争政策の促進が必要であるとした。

## レントシーカーの例
- 国際興業 ― 小佐野賢治
- ジャパンライン（現：商船三井） ― 児玉誉士夫
- 佐川急便 ― 佐川清・渡辺広康
- 伊藤忠商事 ― 瀬島龍三
- 山田洋行 ― 宮崎元伸
- ジャパンライフ ― 山口隆祥
- 読売新聞社 ―  渡邉恒雄
- リクルート ― 江副浩正
- オリックス ― 宮内義彦[4]
- パソナ ― 南部靖之（創業者・社長）・竹中平蔵（会長）[5]
- 政策工房 ― 高橋洋一・原英史
- 四国新聞社 、西日本放送　―　平井龍司
- ハンナン ― 浅田満
- ユニバーサルエンターテインメント ― 岡田和生
- 水谷建設 ― 水谷功
- トライベイキャピタル ― 三浦瑠麗・三浦清志
- 小西美術工藝社 ― デービッド・アトキンソン
- 日本端子 ― 河野洋平・河野太郎・河野二郎
- フジマキ・ジャパン ― 藤巻健史
- AOKIホールディングス ― 青木拡憲